# Caravaggio (film)
Caravaggio is een Britse biografische en historische film uit 1986 van Derek Jarman. De film vertelt het leven van de Italiaanse barokschilder Michelangelo Merisi da Caravaggio.

## Verhaal
Wanneer Caravaggio op sterven ligt ten gevolge van een loodvergiftiging, denkt hij terug aan zijn jeugd en de gebeurtenissen die ertoe geleid hebben dat hij hier in ballingschap zal sterven. Als protegé van kardinaal Del Monte komt hij in aanraking met de straatvechter Ranuccio en diens vriendin Lena. Er ontstaat een driehoeksverhouding tussen hen, die zal ontaarden tot moord en doodslag.

## Rolverdeling
| Acteur          | Personage                           |
| --------------- | ----------------------------------- |
| Nigel Terry     | Caravaggio (volwassen leeftijd)     |
| Dexter Fletcher | Caravaggio als jongeman             |
| Sean Bean       | Ranuccio                            |
| Tilda Swinton   | Lena                                |
| Robbie Coltrane | kardinaal Scipione Borghese         |
| Lol Coxhill     | oude priester                       |
| Michael Gough   | kardinaal Francesco Maria Del Monte |

## Productie
- Jarman was zeven jaar lang op zoek naar de nodige financiële middelen. Uiteindelijk kwam de film tot stand doordat het British Film Institute er 715.000 pond in stopte, en door een samenwerking met Channel 4.
- Het was het filmdebuut voor Tilda Swinton en haar eerste samenwerking met Derek Jarman. Zij werkte vervolgens mee aan alle volgende langspeelfilms van Jarman.
- Zoals Caravaggio historische of mythologische taferelen eigentijds inkleedde, werden er in de film anachronistische details binnengesmokkeld: een elektrisch verlichte bar, een zakrekenmachine, en het geluid van een moderne grootstad.

## Prijzen en waardering
- De film won op het 36ste Filmfestival van Berlijn een Zilveren Beer voor "uitzonderlijke prestatie".[1]
- De film werd 93ste in een in 1999 door het British Film Institute opgestelde lijst van belangrijkste Britse films.[2]